# キム・ホンソン (演出家)
キム・ホンソン（김홍선、1969年4月2日 - ）は、大韓民国のPD（プロデューサー）、映画監督。檀国大学校国語国文学科を卒業し、1996年にSBSに芸能プロデューサーとして採用され入局した。SBSで『ソ・セウォンのいい世界を作る』、『うれしいわれらの土曜日』、『SBS開け笑いの天国』（SBS 열려라 웃음 천국）、『TV電波の王国』（TV 전파왕국）、『良い友達』などの番組を演出した。2000年に팀（チーム）プロダクションを設立し、30本余のミュージックビデオを演出・制作し、IBMなどの企業広報物を制作した。
2011年にSBSで放送されたチ・チャンウク主演の連続ドラマ『ペク・ドンス』や、2017年にOCNで放送されたチャン・ヒョク主演の連続ドラマ『ボイス』などの演出を担当している。
なお、2012年の映画『共謀者』の監督・脚本などで知られる1976年生まれの映画監督キム・ホンソン（김홍선）は別人である。

## 演出・監督作品

### ドラマ
- 恋の花火（2006年、MBC）
- 走れサバ!（2007年、SBS）
- DEJAVU〜韓国都市怪談〜（2007年、OCN）
- DEJAVU2〜韓国都市怪談〜（2007年、OCN）
- シークレット・ルーム〜栄華館の艶女たち〜（2007年、OCN）
- シークレット・ルーム2〜京城妓房・栄華館〜（2008年、OCN）
- チョン・ヤギョン〜李氏朝鮮王朝の事件簿〜（2009年、OCN）
- 夜叉〜ヤチャ〜（2010年、OCN）
- ペク・ドンス（2011年、SBS）
- Hero（2012年、OCN）
- LIAR GAME〜ライアーゲーム〜（2014年、tvN）
- 交渉人〜テロ対策特捜班〜（2016年、tvN）
- ボイス〜112の奇跡〜（2017年、OCN）
- ブラック〜恋する死神〜（2017年、OCN）
- 客〜ザ・ゲスト〜（2018年、OCN）
- ペーパー・ハウス・コリア: 統一通貨を奪え（英語版）（2022年、Netflix）
- 餌〜ミッキ〜（2023年、クーパンプレイ）

### 映画
- 逆謀〜反乱の時代〜（2017年）